# Pod banderą miłości
Pod banderą miłości – polski film niemy z 1929 roku. Film nie zachował się do dziś.

## Fabuła
Andrzej podczas morskiej podróży do Sztokholmu, którą odbywa na gapę, ratuje życie Marii – córki komandora. Wdzięczny ojciec umieszcza go w Szkole Morskiej. Nie wie że chłopak skrycie kocha się w Marii, zaręczonej z dyplomatą.

## Obsada
- Maria Bogda – Maria
- Zbigniew Sawan – Andrzej
- Paweł Owerłło – komandor, ojciec Marii
- Jerzy Marr – Jerzy Rzęcki
- Jaga Boryta – kobieta-szpieg
- Władysław Walter – marynarz I
- Leonard Zajączkowski – marynarz II
- Tekla Trapszo – matka Andrzeja
- Tadeusz Fijewski – kadet szkoły morskiej I
- Jerzy Kobusz – kadet szkoły morskiej II